# Hipparchia azorinus
Hipparchia azorinus är en fjärilsart som beskrevs av John Kern Strecker 1899. Hipparchia azorinus ingår i släktet Hipparchia och familjen praktfjärilar. Inga underarter finns listade i Catalogue of Life.
Denna fjäril förekommer på Azorerna som tillhör Portugal. Den hittas främst mellan 400 och 2000 meter över havet. Individerna lever på ängar, hedmarker, i buskskogar och på jordbruksmark. Exemplaren äter nektar från Festuca jubata. Andra födokällor är inte kända.
För beståndet är inga hot kända. IUCN listar arten som livskraftig (LC).